# Polyrhachis similis
Polyrhachis similis é uma espécie de formiga do gênero Polyrhachis, pertencente à subfamília Formicinae.